# Wadim Alexandrowitsch Sajutin

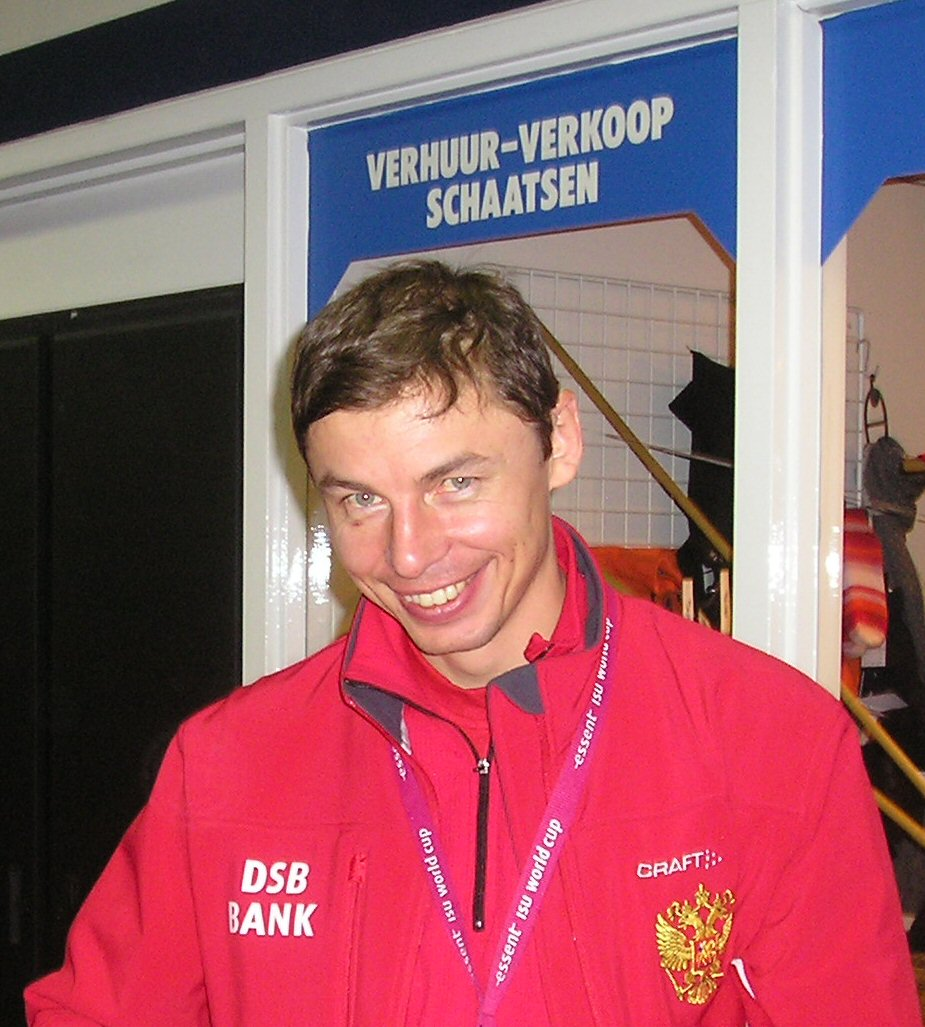
Wadim Sajutin beim Weltcup in Heerenveen 2006

Wadim Alexandrowitsch Sajutin (russisch Вадим Александрович Саютин; * 31. Dezember 1970 in Alma-Ata) ist ein russischer  Eisschnellläufer.
Wadim Sajutin gewann die Bronzemedaille der Europameisterschaften im Mehrkampf 1998, die Silbermedaille der Weltmeisterschaft im Mehrkampf 1999 und die Bronzemedaille der Weltmeisterschaft auf der 10.000-m-Strecke 2001.
Er nahm für die GUS an den Olympischen Winterspielen 1992 teil, für Kasachstan 1994, sowie für Russland 1998 und 2002.
Sajutin wurde 2005 russischer Meister im klassischen Mehrkampf.